# Wastlhof (Winklarn)
Wastlhof ist ein Ortsteil des Marktes Winklarn (Verwaltungsgemeinschaft Oberviechtach) im Oberpfälzer Landkreis Schwandorf in Bayern und liegt in der Region Oberpfalz-Nord.

## Geografie

### Lage
Wastlhof liegt im Naturpark Oberpfälzer Wald, etwa 4 km östlich vom Kernort Winklarn entfernt am Nordwesthang des 572 m hohen Geißberges in der Nähe der Staatsstraße 2160.

### Nachbarorte
Nachbarorte sind im Nordwesten Haag, im Osten Irlach, im Süden Hermannsbrunn und im Westen Muschenried.

## Geschichte
Zum 31. Dezember 1969 wurde Wastlhof als Teil der Gemeinde Haag aufgeführt, zu der die Gemeindeteile Haag und Wastlhof gehörten
und die zu diesem Zeitpunkt insgesamt 169 Einwohner hatte.
Am 31. Dezember 1990 hatte Wastlhof 4 Einwohner und gehörte zur Expositur Muschenried.